# Amish
 Ikke at forveksle med Amisfolket.
Amish er en protestantisk kristen gruppe af  anabaptister (voksendøbere), der hovedsageligt er udbredt i USA og Canada. Medlemmerne skiller sig ud fra det omgivende samfund ved, at de ikke gifter sig uden for deres egen gruppe og giver afkald på ”moderne” teknologi som biler, telefon og elektricitet fra elnettet.

## Historie
Amish i USA og Canada nedstammer fra Amish-indvandrere, som i 1700- og 1800-tallet levede i Europa i spredte og isolerede områder af Schweiz, Frankrig og Tyskland. De flyttede til Amerika i tre store immigrantbølger. Den første bølge bosatte sig omkring 1730 i det nyåbnede land Lancaster County i det østlige Pennsylvania. Den anden store bølge kom mellem 1810 og 1860 og bosatte sig hovedsageligt længere vestpå i det vestlige Pennsylvania, Ohio, Indiana, Illinois og Iowa såvel som i Ontario i Canada. En sidste, meget lille, indvandring slog sig i slutningen af 1800-tallet ned i de allerede eksisterende samfund.

## Udbredelse
I dag eksisterer der Amish-samfund i 32 af de amerikanske delstater samt i Canada, mens der ingen findes i Europa. På trods af den store udbredelse er omkring to tredjedele af Amish stadig at finde i delstaterne Ohio (cirka 74.000), Pennsylvania (cirka 74.000) og Indiana (cirka 53.000) med den største koncentration i Holmes County og tilgrænsende amter i nordøst-Ohio. Der er i USA omkring 378.190 Amish i år 2023, og grundet deres høje fødselsrate (i gennemsnit føder hver kvinde syv børn) og lille frafald (< 20%) er de én af de hurtigst voksende befolkningsgrupper i USA. Amish-samfundet fordobles cirka hvert 20 år.[kilde mangler] I år 1900 var der skønsmæssigt 8.000 Amish, i 1951 31.000, i 1971 71.000, i 1977 84.000 og i 2023 var der 383.565.

## Sprog
Amish taler for det meste en sydtysk dialekt kaldet Pennsylvania Dutch (eller Pennsylvania German), men taler desuden engelsk. Pennsylvania Dutch kan stadigt forstås af andre tysktalende, om end med noget besvær. Nogle undergrupper af Amish taler også schweizertysk eller en alsacisk dialekt.

## Kultur og religion
Amish dyrker en streng form for kristendom, der vægter hårdt arbejde, det enkle liv og en bogstavelig læsning af Bibelen – såvel som en ufravigelig pacifistisk (fredelig) grundholdning. De anser ikke børn for at være i stand til at give meningsfuld accept. Derfor regner Amish ikke barnedåb som bindende og praktiserer voksendåb. Som følge af det, er de blevet kaldt anabaptister (græsk: ana + baptizo = gen-dåb), hvilket de finder misvisende, da de ikke selv anser det for en ”gen”-dåb, men blot en voksendåb.
Familien er den vigtigste sociale enhed i Amish-kulturen, og store familier med 7-10 børn er almindeligt forekommende. Amish gifter sig Amish, da interreligiøst ægteskab ikke er accepteret. Det er muligt at konvertere til Amish, men det ses sjældent. Som en ældre Amish har udtrykt det, står det frit for alle at leve en streng og enkel form for kristendom. Amish lever et konservativt socialt liv, hvor manden er familiens overhoved, og det anses som høfligt først at henvende sig til manden, hvis en familiegruppe ses sammen. Amish har en tilbageholden tøjstil: sorte bukser, jakke og hat til manden og kjole og kyse til kvinden. Unge mænd har normalt ikke skæg, men vil lade det gro efter indgåelse af ægteskab. Overskæg misbilliges, da det forbindes med militær og officersklassen (som den så ud det 1400- og 1500-tallet i Europa, hvor anabaptister blev forfulgt dér).
Amish-kulturen reguleres af samfundets regelsæt, ordnung. Denne kan være forskellig fra samfund til samfund, og nogle samfund (old-amish) praktiserer en strengere version af Amish-kultur, mens andre en mere progressive.
Pennsylvania Dutch tales i hjemmet, og engelsk læres i skolen. Det er en Amish-tradition, at den unge ved starten af voksenalderen gives en tid (kaldet rumspringa – løbe omkring) til at rejse ud i verden og leve blandt andre. Det forventes så, at den unge efter et stykke tid enten vælger livet uden for Amish eller livet indenfor. Mere end fire ud af fem vælger livet som Amish.
Ofte fravælges hovedparten af den moderne teknologi, eksemplificeret ved deres hestetrukne vogne (buggies); men dette er mere af principiel end dogmatisk karakter. Det er ikke, fordi de anser teknologien for at være ond, og de vil bruge teknologiske hjælpemidler, hvis de finder det passende eller nødvendigt.
Den gennemførte kvalitet i Amish-folkenes håndværksprodukter kombineret med en prunkløs og funktionsbestemt stil har inspireret moderne formgivning inden for brugskunst og møbler.

## Kuriosum
Amish blev kendt i videre kredse med filmen Vidnet, hvor Harrison Ford spillede en hovedrolle.
Den blev også kendt fra filmen SexDrive, hvor hovedpersonens kammerat forelsker sig i en amishpige, og i slutningen vælger at konvertere.

## Galleri
- En gammel Amish-kirkegård i Lancaster County, Pennsylvania, 1941.
- En heste-drevet Amish-buggy i landlige Holmes County, Ohio, 2004.
- En Amish-gård nær Morristown i delstaten New York.